# Městský dům Kamerál (Plzeň)
Městský dům Kamerál (Plzeň) je název významného městského památkově chráněného domu postaveného v roce 1844 na historickém území města Plzně v tehdejších Štěpánských, nyní Kopeckého sadech. Postaven v empírovém slohu a je jedním z nejvýznamnějších příkladů této architektury v městě Plzni.

## Název budovy
Název budovy pochází z německého slova kamerale, což znamenalo státní finanční hospodářství. Nazýval se tak proto, že jeho prvními obyvateli byly finanční a celní úřady. V literatuře se můžeme setkat i s názvem Hässlerovský dům, po Plzeňanovi Vojtěchu Hässlerovi, který ho nechal postavit.

## Vznik budovy
Vznik budovy provází zajímavá historie. V roce 1835 dostal jeden plzeňský obchodník 50 losů dobročinné loterie z Vídně a měl se pokusit je v Plzni prodat. Výhrou bylo buď získání paláce ve Vídni nebo finanční odměna 25 000 zlatých dukátů. Losy prodávat nechtěl a tak je předal Vojtěchu Hässlerovi, aby se pokusil je rozprodat on. Vojtěch Hässler byl plzeňský obchodník a knihař, který měl ve Školní (dnes v ulici B. Smetany) knihařský krám a dílnu. Ten nakonec všechny losy, kromě jednoho posledního, prodal. Ten se mu do poslední chvíle tahu loterie prodal nepodařilo. A stal se zázrak. Právě tento los byl losem vítězným. Vojtěch Hässler jako výhru zvolil finanční hotovost a za část této výhry začal stavět Kamerál. Architekt budovy znám není, na stavbu dohlížel známý plzeňský stavitel Martin Stelzer. Ironií osudu stavbu je, že v původní velikosti zůstala jen 56 let. V roce 1900 byla zbourána západní část domu kvůli rozhodnutí o stavbě Měšťanské besedy. To byl název spolku měšťanů, který vznikl v Plzni v roce 1862 a časem se rozhodl, že si postaví reprezentativní budovu pro svou činnost. To se také v roce 1901 stalo.

## Architektura budovy
Dům je dvoupatrový se sedlovou střechou a s dvanácti okny v každém podlaží. Uprostřed budovy je vybudován nad pěti okny trojúhelníkový rizalit, který zdůrazňuje střed budovy a má samostatně tvarovanou střechu. Pod ním se nachází balkon v celé šíři rizalitu se zdařilým litinovým zábradlím s ornamentálními prvky. Fasáda domu je ozdobena římsou v prvním patře, pod ní, v přízemí je fasáda upravená pomocí bosáže. Pod balkonem je umístěn hlavní vchod do budovy s průjezdem do zadního traktu. Zde se zachovala původní vrata a dvoje dveře v průjezdu.

## Rekonstrukce budovy
Budova doznala značných změn zbouráním její západní části v roce 1900 a úpravou východního křídla v roce 1901. Kolem roku 1960 bylo do dvora přistavěno třetí patro, v letech osmdesátých pak patrové křídlo napříč celým dvorem. Jeho celkový vzhled byl tak zcela změněn. V roce 2014 nechalo Město Plzeň obnovit průčelí domu tak, aby byly zachovány provozní dispoziční vztahy úřední budovy a domu navrácen původní vzhled. Kvůli autentické podobě památky byla zvolena pro opravy omítek vápenná technologie a bylo dbáno na to, aby konečný nátěr fasády odpovídal úpravě domu kolem roku 1900.

## Využití
Tento dům plnil v historii hned několik účelů. Nejprve tam sídlily finanční úřady. Pak byly jeho prostory přiděleny obecné a měšťanské chlapecké škole a obecné škole pro dívky. Několik let zde sídlila i městská knihovna. Dívčí škola a knihovna sídlily v západní části Kamerálu a proto časem se musely vystěhovat. Důvodem bylo zbourání této části budovy, aby bylo dostatek místa pro stavbu jiné významném plzeňské budovy, budovy Měšťanské besedy. Chlapecké školy zůstaly v domě až do roku 1934, a po nich obsadil prostory Městský vyživovací úřad, který v něm sídlil do roku 1949. Tento úřad pak vystřídal státní podnik Stavoprojekt, který zůstal až do roku 1991. V současné době zde nalezneme úřady plzeňského magistrátu.

### Externí odkaz
http://cestamipromen.cz/promeny-2016/420-plzen-obnova-pruceli-mestskeho-domu-kameral
https://www.pamatkovykatalog.cz/mestsky-dum-kameral-18730850